# Angine de Vincent
Pour les articles homonymes, voir Vincent.
 Mise en garde médicale
L'angine de Vincent est une angine ulcéreuse ou ulcéronécrotique, due à l'association fusospirillaire (Fusobacterium necrophorum et Treponema vincentii).
Elle a été décrite par le médecin français Hyacinthe Vincent (1862 - 1950).
Elle sévissait dans les tranchées durant la Première Guerre mondiale, avec aussi la maladie dite du pied de tranchée.

## Tableau clinique
Elle est relativement rare même si c'est l'angine ulcéreuse la plus fréquente. (On a longtemps pensé qu'elle était associée à un état général médiocre et à une mauvaise hygiène buccodentaire, ce qui n'est plus le cas de nos jours, bien que cette croyance persiste dans l'imaginaire collectif.) Les signes généraux sont souvent peu marqués, la fièvre est modérée. Il existe une odynophagie unilatérale initiale, puis apparait une haleine fétide.
L'examen de l'oropharynx montre une ulcération unilatérale atone à bords irréguliers et surélevés, recouverte par un enduit blanc grisâtre, friable. Présence d'adénopathies discrètes dans le territoire de drainage.
Il existe souvent un point de départ infectieux buccodentaire comme une gingivite, des caries, une péricoronarite d'une dent de sagesse inférieure.
Le diagnostic se fait par examen bactériologique des prélèvements de gorge : l'examen microscopique après coloration de Gram retrouve une association fusospirillaire. À la prise de sang la numération-formule sanguine est normale.

## Physiopathologie
Les spirochètes commensaux de la bouche (Borrelias et/ou tréponèmes) peuvent, en association avec les bacilles fusiformes (bactéries Gram négatives anaérobies du genre Bacteroides), pulluler anormalement et provoquer des stomatites, gingivites ou angines nécrotiques.
Ces infections sont favorisées par la malnutrition, l'agranulocytose, les leucémies, la mononucléose infectieuse ou l'herpès. Cette association se rencontre aussi dans la flore mixte des cavités bronchectasiques ou des abcès pulmonaires.
Le diagnostic est microscopique. Ce microbiote est sensible à la majorité des antibiotiques.

## Diagnostic différentiel
- Angine ulcéronécrotique de la syphilis avec comme différences principales un chancre syphilitique amygdalien unilatéral superficiel sans bord surélevé, indolore et induré, une grosse adénopathie, un prélèvement de gorge qui retrouve un Treponema pallidum.

## Traitement
Le traitement repose sur une antibiothérapie par amoxicilline en première intention (ou par macrolide si allergie) sur une durée de 10 jours.